# Пакая
Пака́я (ісп. Pacaya) — активний комплексний вулкан у Гватемалі, перше виверження якого відбулося приблизно 23 тис. років тому, і що вивергався щонайменше 23 рази після іспанського завоювання Гватемали. Після сплячого стану протягом століття, нове виверження відбулося 1965, після чого вулкан залишається активним. Більшість його активності стромболійського типу, проте періодично відбуваються виверження плінієвого типу, інколи засипаючи вулканічним попелом сусіднє місто Антигуа. Вулкан розташований за 25-20 км від міста Гватемала.
До вулкана легко дістатися із Антигуа і решти Гватемали, це популярна туристична пам'ятка. У 1990-х роках ці подорожі були небезпечними через політичну обстановку в країні, але в 2006 році ситуація покращилася, і тисячі гватемальських та іноземних туристів почали відвідувати цей вулкан.